# مارکوس ویپسانیوس آگریپا
مارکوس ویپسانیوس آگریپا (به لاتین: Marcus Vipsanius Agrippa)؛ زاده ۶۲ پیش از میلاد درگذشته ۱۱ پیش از میلاد) یک فرد نظامی اهل جمهوری روم بود.
او سازندهٔ برخی از برجسته‌ترین ساختمان‌های تاریخ، از جمله پانتئون بود و برای پیروزی‌های برجسته لشگری‌اش، به ویژه نبرد آکتیوم در سال ٣١ پیش از میلاد بر نیروهای مارک آنتونی و کلئوپاترا، به خوبی شناخته شده‌است.
پس از ترور ژولیوس سزار (داییِ مادرِ اکتاویان) در سال ٤٤ پیش از میلاد، اکتاویان به ایتالیا بازگشت. در همین زمان، آگریپا به جایگاه تریبونوس پلبیس برگزیده شد.
او در جایگاه یک فرمانده لشگری کار کرد و در کنار اکتاویان و سردار پیشین و دست راست سزار; مارک آنتونی در نبرد فیلیپی جنگید.
در سال ٤٠ پیش از میلاد، او پرایتور شهری بود و جایگاه برجسته‌ای در جنگ پروسین علیه لوسیوس آنتونیوس و فولویا، برادر و همسر مارک آنتونی، داشت. در سال ٣٩ یا ٣٨ پیش از میلاد، آگریپا به فرمانداری گل ناربونی گماشته شد‌.
در سال ٣٨ پیش از میلاد، او خیزش آکیتانی‌ها را سرکوب کرد و با تبارهای ژرمنی جنگید.
او در سال ٣٧ پیش از میلاد، یعنی بسیار کمتر از کمینهٔ سن معمول ٤٣ سالگي، کنسول بود تا فراهم‌آوری سازوبرگ جنگ علیه سکستوس پومپی، که در ترابری گندم‌و‌جو به رم کارشکنی کرده بود، را بپاید.

آگریپا در نبردهای میلا (رخ داده در شهر امروزی میلاتزو) و نالوچوس (رخ داده در سيسيل) در سال ٣٦ پیش از میلاد پومپه را شکست داد. در سال ٣٣ پیش از میلاد، او در جایگاه ادیل کار کرد. آگریپا فرماندهی ناوگان پیروز اکتاویان را در نبرد آکتیوم در سال ٣١ پیش از میلاد بر دوش داشت. پس از پیروزی در نبرد آکتیوم، اکتاویان امپراتور شد و نام پرنسپس را به خود داد، در حالی که آگریپا در جایگاه دوست نزدیک و ستوان او ماند. آگریپا به آگوستوس کمک کرد تا رم را «شهری از سنگ مرمر» بسازد. آگریپا کاریزها را بازسازی کرد تا شهروندان رومی از هر پایگاهی به خدمات همگانی با بالاترین چندوچون دسترسی داشته باشند و سازندهٔ گرمابه‌ها، مهتابی‌ها و باغ‌های بسیاری بود.
همچنین به او نیرویی به بزرگی نیروی آگوستوس داده شد. او دارای حق وتو بر اعمال مجلس سنا و توانایی پیش نهادن قوانین برای تصویب از سوی مردم بود. او در سال ١٢ پیش از میلاد در سن ٥٠ یا ٥١ سالگی درگذشت. آگوستوس یاد او را با آیین خاکسپاری باشکوه گرامی داشت و بیش از یک ماه را در سوگ سپری کرد. بازمانده پیکر او در آرامگاه خود آگوستوس گذارده شد. آگریپا به‌ویژه در زمینه گیتاشناسی در جایگاه نویسنده نیز شناخته می‌شد. زیر پایش او، طرح ژولیوس سزار برای بررسی کامل امپراتوری انجام شد.